# DBU Pokalen 2014-15
DBU Pokalen 2014-15 var den 61. udgave af DBU Pokalen. Finalen blev spillet i Parken Kristi Himmelfartsdag d. 14. maj 2015. I finalen vandt F.C. København over FC Vestsjælland med 3-2 efter forlænget spilletid.
Vinderen af DBU Pokalen vil træder ind i Europa League, 2. kvalifikationsrunde.

## Deltagere
108 hold var med i DBU Pokalen. Alle divisionshold fra sæsonen 2013-14 var automatisk med i pokalturneringen, mens tilmeldte seriehold spillede kvalifikationskampe for at komme med.
Det seriehold fra sæsonen 2013-14, som når længst, fik 100.000 kr. Når flere seriehold lige langt, fordeles pengene ligeligt.

### Superligaen
| Klub            | Ligaplacering 2013-14   | Træder ind i | Slået ud i     | Slået ud af     |
| --------------- | ----------------------- | ------------ | -------------- | --------------- |
| Brøndby         | Superligaen, nr. 4      | 3. runde     | Kvartfinalen   | SønderjyskE     |
| Esbjerg         | Superligaen, nr. 5      | 2. runde     | Semifinaler    | FC København    |
| FC København    | Superligaen, nr. 2      | 3. runde     | Finale, vinder |                 |
| FC Midtjylland  | Superligaen, nr. 3      | 3. runde     | 4. runde       | Esbjerg         |
| FC Nordsjælland | Superligaen, nr. 6      | 2. runde     | 2. runde       | SC Egedal       |
| FC Vestsjælland | Superligaen, nr. 9      | 2. runde     | Finale, taber  |                 |
| Hobro           | NordicBet Ligaen, nr. 2 | 2. runde     | 2. runde       | AGF             |
| OB              | Superligaen, nr. 8      | 2. runde     | 2. runde       | Brønshøj        |
| Randers FC      | Superligaen, nr. 7      | 2. runde     | Kvartfinalen   | FC København    |
| Silkeborg       | NordicBet Ligaen, nr. 1 | 2. runde     | 4. runde       | Randers FC      |
| SønderjyskE     | Superligaen, nr. 10     | 2. runde     | Semifinalen    | FC Vestsjælland |
| AaB             | Superligaen, nr. 1      | 3. runde     | Kvartfinalen   | Esbjerg         |

### NordicBet Ligaen
| Klub          | Ligaplacering 2013-14    | Træder ind i | Slået ud i   | Slået ud af     |
| ------------- | ------------------------ | ------------ | ------------ | --------------- |
| AB            | NordicBet Ligaen, nr. 10 | 1. runde     | 3. runde     | HB Køge         |
| AC Horsens    | NordicBet Ligaen, nr. 5  | 1. runde     | 3. runde     | Esbjerg         |
| AGF           | Superligaen, nr. 11      | 1. runde     | 3. runde     | SønderjyskE     |
| Brønshøj      | NordicBet Ligaen, nr. 4  | 1. runde     | Kvartfinalen | FC Vestsjælland |
| FC Fredericia | NordicBet Ligaen, nr. 8  | 1. runde     | 2. runde     | Aarhus Fremad   |
| FC Roskilde   | 2. division Øst, nr. 1   | 1. runde     | 3. runde     | FC København    |
| HB Køge       | NordicBet Ligaen, nr. 6  | 1. runde     | 4. runde     | FC Fredericia   |
| Lyngby        | NordicBet Ligaen, nr. 3  | 1. runde     | 3. runde     | Randers FC      |
| Skive         | 2. division Vest, nr. 1  | 1. runde     | 4. runde     | Brønshøj        |
| Vejle         | NordicBet Ligaen, nr. 7  | 1. runde     | 3. runde     | AaB             |
| Vendsyssel FF | NordicBet Ligaen, nr. 9  | 1. runde     | 1. runde     | Skive           |
| Viborg        | Superligaen, nr. 12      | 1. runde     | 1. runde     | AGF             |

### 2. division Øst
| Klub            | Ligaplacering 2013-14         | Træder ind i | Slået ud i | Slået ud af         |
| --------------- | ----------------------------- | ------------ | ---------- | ------------------- |
| Avarta          | 2. division Øst, nr. 13       | 1. runde     | 1. runde   | Lyngby              |
| Avedøre         | Danmarksserien pulje 1, nr. 1 | 1. runde     | 2. runde   | Boldklubben Rødovre |
| B1908           | 2. division Øst, nr. 5        | 1. runde     | 3. runde   | Skovbakken          |
| B93             | 2. division Øst, nr. 10       | 1. runde     | 3. runde   | Greve               |
| FC Helsingør    | 2. division Øst, nr. 4        | 1. runde     | 1. runde   | Fremad Amager       |
| Frem            | 2. division Øst, nr. 8        | 1. runde     | 1. runde   | HIK                 |
| Fremad Amager   | 2. division Øst, nr. 3        | 1. runde     | 3. runde   | Brøndby             |
| GVI             | 2. division Øst, nr. 11       | 1. runde     | 1. runde   | Herlev              |
| Herlev          | Danmarksserien pulje 1, nr. 2 | 1. runde     | 2. runde   | B93                 |
| HIK             | 2. division Vest, nr. 2       | 1. runde     | 3. runde   | Odder               |
| Holbæk          | 2. division Øst, nr. 6        | 1. runde     | 1. runde   | B1908               |
| Hvidovre        | NordicBet Ligaen, nr. 11      | 1. runde     | 2. runde   | FC Roskilde         |
| Nykøbing FC     | 2. division Øst, nr. 9        | 1. runde     | 2. runde   | Greve               |
| Rishøj          | 2. division Vest, nr. 3       | 1. runde     | 1. runde   | Ledøje-Smørum       |
| Svebølle        | 2. division Øst, nr. 12       | 1. runde     | 2. runde   | FC Vestsjælland     |
| Søllerød-Vedbæk | 2. division Øst, nr. 7        | 1. runde     | 3. runde   | Skive               |

### 2. division Vest
| Klub             | Ligaplacering 2013-14         | Træder ind i | Slået ud i | Slået ud af     |
| ---------------- | ----------------------------- | ------------ | ---------- | --------------- |
| Brabrand         | 2. division Vest, nr. 7       | 1. runde     | 2. runde   | AC Horsens      |
| FC Svendborg     | 2. division Vest, nr. 10      | 1. runde     | 3. runde   | FC Vestsjælland |
| FC Sydvest       | 2. division Vest, nr. 13      | 1. runde     | 1. runde   | Marstal/Rise    |
| Jammerbugt FC    | 2. division Vest, nr. 4       | 1. runde     | 3. runde   | Brønshøj        |
| Kjellerup        | Danmarksserien pulje 3, nr. 1 | 1. runde     | 2. runde   | FC Svendborg    |
| Kolding Boldklub | Danmarksserien pulje 2, nr. 2 | 1. runde     | 2. runde   | Randers FC      |
| Kolding IF       | Danmarksserien pulje 2, nr. 1 | 1. runde     | 1. runde   | FC Fredericia   |
| Marienlyst       | NordicBet Ligaen, nr. 12      | 1. runde     | 2. runde   | Skive           |
| Middelfart       | 2. division Vest, nr. 9       | 1. runde     | 1. runde   | Marienlyst      |
| Næsby            | 2. division Vest, nr. 11      | 1. runde     | 2. runde   | HB Køge         |
| Næstved          | 2. division Øst, nr. 2        | 1. runde     | 1. runde   | HB Køge         |
| Odder            | 2. division Vest, nr. 12      | 1. runde     | 4. runde   | AaB             |
| Ringkøbing       | 2. division Vest, nr. 6       | 1. runde     | 2. runde   | Varde           |
| Skovbakken       | 2. division Vest, nr. 8       | 1. runde     | 4. runde   | Brøndby         |
| Thisted          | 2. division Vest, nr. 5       | 1. runde     | 1. runde   | Lindholm        |
| Varde            | Danmarksserien pulje 3, nr. 2 | 1. runde     | 4. runde   | SønderjyskE     |

### Seriehold, Bornholm
| Klub        | Ligaplacering 2013-14          | Liga 2014-15   | Træder ind i | Slået ud i | Slået ud af |
| ----------- | ------------------------------ | -------------- | ------------ | ---------- | ----------- |
| NB Bornholm | Danmarksserien pulje 1, nr. 10 | Danmarksserien | 1. runde     | 1. runde   | Avedøre     |

### Seriehold, Fyn
| Klub                  | Ligaplacering 2013-14         | Liga 2014-15   | Træder ind i | Slået ud i | Slået ud af      |
| --------------------- | ----------------------------- | -------------- | ------------ | ---------- | ---------------- |
| Glamsbjerg            | Serie 2 pulje 2, nr. 3        | Serie 1        | 1. runde     | 1. runde   | FC Sønderborg    |
| Marstal/Rise          | Danmarksserien pulje 2, nr. 5 | Danmarksserien | 1. runde     | 2. runde   | Jammerbugt FC    |
| Morud                 | Albaniserien, nr. 3           | Albaniserien   | 1. runde     | 1. runde   | Kolding Boldklub |
| Nyborg                | Serie 1 pulje 1, nr. 3        | Serie 1        | 1. runde     | 1. runde   | Varde            |
| OKS                   | Albaniserien, nr. 13          | Serie 1        | 1. runde     | 2. runde   | Skovbakken       |
| Skalbjerg/Vissenbjerg | Serie 1 pulje 2, nr. 4        | Serie 1        | 1. runde     | 1. runde   | OKS              |
| Søndersø              | Serie 2 pulje 1, nr. 1        | Serie 1        | 1. runde     | 1. runde   | Esbjerg IF 92    |
| Tarup/Paarup          | Albaniserien, nr. 9           | Albaniserien   | 1. runde     | 1. runde   | FC Svendborg     |

### Seriehold, Jylland
| Klub           | Ligaplacering 2013-14           | Liga 2014-15   | Træder ind i | Slået ud i | Slået ud af    |
| -------------- | ------------------------------- | -------------- | ------------ | ---------- | -------------- |
| Esbjerg IF 92  | Jyllandsserien 2 pulje 4, nr. 6 | Jyllandsserien | 1. runde     | 2. runde   | SønderjyskE    |
| FC Djursland   | 2. division Vest, nr. 16        | Danmarksserien | 1. runde     | 1. runde   | Lyseng         |
| FC Skanderborg | 2. division Vest, nr. 15        | Danmarksserien | 1. runde     | 1. runde   | Brabrand       |
| FC Sønderborg  | Jyllandsserien 1 pulje 2, nr. 1 | Danmarksserien | 1. runde     | 2. runde   | Silkeborg      |
| Harte          | Jyllandsserien 1 pulje 2, nr. 6 | Jyllandsserien | 1. runde     | 1. runde   | Vejle          |
| Hedensted      | Danmarksserien pulje 3, nr. 12  | Jyllandsserien | 1. runde     | 1. runde   | Ringkøbing     |
| Herning KFUM   | Serie 4 pulje 61, nr. 7         | Serie 5        | 1. runde     | 1. runde   | Odder          |
| Hirtshals      | Jyllandsserien 2 pulje 3, nr. 1 | Jyllandsserien | 1. runde     | 1. runde   | Jammerbugt FC  |
| Holstebro      | Jyllandsserien 1 pulje 2, nr. 2 | Danmarksserien | 1. runde     | 1. runde   | Kjellerup      |
| Lindholm       | Danmarksserien pulje 3, nr. 5   | Danmarksserien | 1. runde     | 2. runde   | Esbjerg        |
| Lyseng         | Danmarksserien pulje 3, nr. 4   | Danmarksserien | 1. runde     | 2. runde   | Odder          |
| RKG            | Serie 2 pulje 12, nr. 2         | Serie 2        | 1. runde     | 1. runde   | Vejgaard       |
| Vejgaard       | Danmarksserien pulje 3, nr. 14  | Jyllandsserien | 1. runde     | 2. runde   | Vejle          |
| Vejlby         | Serie 2 pulje 18, nr. 3         | Serie 2        | 1. runde     | 1. runde   | Skovbakken     |
| Viby           | Danmarksserien pulje 3, nr. 3   | Danmarksserien | 1. runde     | 1. runde   | AC Horsens     |
| Vojens         | Serie 1 pulje 10, nr. 2         | Serie 1        | 1. runde     | 1. runde   | Næsby          |
| Aabyhøj        | Danmarksserien pulje 3, nr. 13  | Jyllandsserien | 1. runde     | 1. runde   | Aarhus Fremad  |
| Aarhus Fremad  | 2. division Vest, nr. 14        | Danmarksserien | 1. runde     | 3. runde   | FC Midtjylland |

### Seriehold, København
| Klub                | Ligaplacering 2013-14         | Liga 2014-15     | Træder ind i | Slået ud i | Slået ud af         |
| ------------------- | ----------------------------- | ---------------- | ------------ | ---------- | ------------------- |
| AB Tårnby           | Danmarksserien pulje 1, nr. 5 | Danmarksserien   | 1. runde     | 2. runde   | AB                  |
| Boldklubben Rødovre | Serie 1 pulje 2, nr. 2        | Københavnsserien | 1. runde     | 3. runde   | Silkeborg           |
| FA 2000             | Danmarksserien pulje 1, nr. 3 | Danmarksserien   | 1. runde     | 1. runde   | Boldklubben Rødovre |
| FB                  | Københavnsserien, nr. 6       | Københavnsserien | 1. runde     | 1. runde   | Greve               |
| FC Randoms          | Serie 4 pulje 12, nr. 2       | Serie 3          | 1. runde     | 1. runde   | AB Tårnby           |
| Hellas              | Serie 1 pulje 2, nr. 10       | Serie 1          | 1. runde     | 1. runde   | FC Roskilde         |
| Skovshoved          | Københavnsserien, nr. 7       | Københavnsserien | 1. runde     | 1. runde   | Hvidovre            |
| Vanløse             | 2. division Øst, nr. 14       | Danmarksserien   | 1. runde     | 1. runde   | FC Lejre            |

### Seriehold, Lolland-Falster
| Klub            | Ligaplacering 2013-14                       | Liga 2014-15          | Træder ind i | Slået ud i | Slået ud af |
| --------------- | ------------------------------------------- | --------------------- | ------------ | ---------- | ----------- |
| Frem Sakskøbing | Danmarksserien pulje 2, nr. 11              | Lolland-Falsterserien | 1. runde     | 1. runde   | Kalundborg  |
| Maribo          | Lolland-Falsterserien oprykningsspil, nr. 6 | Lolland-Falsterserien | 1. runde     | 1. runde   | Nykøbing FC |
| Nakskov         | Lolland-Falsterserien oprykningsspil, nr. 4 | Lolland-Falsterserien | 1. runde     | 1. runde   | Svebølle    |

### Seriehold, Sjælland
| Klub          | Ligaplacering 2013-14         | Liga 2014-15    | Træder ind i | Slået ud i | Slået ud af     |
| ------------- | ----------------------------- | --------------- | ------------ | ---------- | --------------- |
| B73 Slagelse  | Serie 2 pulje 4, nr. 3        | Serie 2         | 1. runde     | 2. runde   | B1908           |
| B77 Rødovre   | Serie 2 pulje 2, nr. 5        | Serie 2         | 1. runde     | 1. runde   | Gilleleje       |
| Birkerød      | 2. division Øst, nr. 15       | Danmarksserien  | 1. runde     | 1. runde   | SC Egedal       |
| Blovstrød     | Serie 2 pulje 1, nr. 1        | Serie 1         | 1. runde     | 1. runde   | Brønshøj        |
| FC Lejre      | Sjællandsserien, nr. 5        | Sjællandsserien | 1. runde     | 2. runde   | Søllerød-Vedbæk |
| Gilleleje     | Serie 3 pulje 1, nr. 3        | Serie 3         | 1. runde     | 2. runde   | HIK             |
| Greve         | Danmarksserien pulje 2, nr. 3 | Danmarksserien  | 1. runde     | 4. runde   | FC København    |
| Jægersborg    | Danmarksserien pulje 1, nr. 8 | Danmarksserien  | 1. runde     | 1. runde   | B93             |
| Kalundborg    | Sjællandsserien, nr. 1        | Danmarksserien  | 1. runde     | 2. runde   | Lyngby          |
| Ledøje-Smørum | Danmarksserien pulje 1, nr. 6 | Danmarksserien  | 1. runde     | 2. runde   | Fremad Amager   |
| Ringsted      | Danmarksserien pulje 2, nr. 7 | Danmarksserien  | 1. runde     | 1. runde   | B73 Slagelse    |
| SC Egedal     | 2. division Øst, nr. 16       | Danmarksserien  | 1. runde     | 3. runde   | Varde           |
| Taastrup FC   | Danmarksserien pulje 2, nr. 6 | Danmarksserien  | 1. runde     | 1. runde   | AB              |
| VB 1968       | Sjællandsserien, nr. 14       | Serie 1         | 1. runde     | 1. runde   | Søllerød-Vedbæk |

## Første runde
I turneringens første runde er holdene opdelt i en Vest- og Øst-pulje. I Vestpuljen deltager 48 hold, der igen er opdelt i tre puljer, "Nord-puljen", "Midt-puljen" og "Syd/Fyn-puljen". Østpuljen består af 48 hold, der er opdelt i to puljer "Sjælland/Lolland/Falster-puljen" og "Sjælland/København/Bornholm-puljen".
Lodtrækningen fandt sted onsdag d. 25. juni.

### Vest, Nord
| 12. august 2014 18:30 |

| Lindholm (4)                                                       | 3 - 3 (e.f.s.) | Thisted (3)                                                 |
| ------------------------------------------------------------------ | -------------- | ----------------------------------------------------------- |
| Nicolai Elgaard Jensen 30' · Jacob Hjort 110' · Micky Malling 120' |                | Mikkel Agger 15' · Mads Lauritsen 95' · Isaac Oliseh 100' · |

| Lindholm Høje Stadion, Nørresundby Dommer: Andreas Knudsen |

|  |       | Straffesparkskonkurrence |
|  | 4 - 2 |                          |

| 12. august 2014 18:30 |

| RKG (7)        | 1 - 2 | Vejgaard (5)                               |
| -------------- | ----- | ------------------------------------------ |
| Allan Storvang |       | Niklas Winberg · Mads Vestergaard Jensen · |

| Klarup Stadion, Klarup Dommer: Martin Braun Christensen |

| 13. august 2014 18:30 |

| Hirtshals (5) | 0 - 3 | Jammerbugt FC (3)                      |
| ------------- | ----- | -------------------------------------- |
|               |       | Sonny H. Jakobsen · Nikolaj Jonstrup · |

| Schlie Arena, Hirtshals Dommer: Martin Braun Christensen |

| 13. august 2014 19:00 |

| Skive (2)                                 | 2 - 0 | Vendsyssel FF (2) |
| ----------------------------------------- | ----- | ----------------- |
| Andreas Albech 21' · Emil Zetterquist 89' |       |                   |

| Spar Nord Arena, Skive Dommer: Jens Maae |

### Vest, Midt
| 12. august 2014 18:30 |

| Hedensted (5)       | 1 - 4 | Ringkøbing (3)                                                             |
| ------------------- | ----- | -------------------------------------------------------------------------- |
| Nikolaj Givskov 54' |       | Mads Overgaard 16' · Lennard Lauridsen 43', 47' · Morten Thim Jensen 74' · |

| Hedensted Stadion, Hedensted Dommer: Henrik Overgaard |

| 12. august 2014 18:30 |

| Herning KFUM (10) | 0 - 8 | Odder (3) |
| ----------------- | ----- | --- |
|                   |       | Mirsad Suljic · Nicolai Johansen · Simon Hornskov Skibsted Kristensen · Nicolai Nielsen · Tobias Rocatis · Jeppe Pedersen · Ask Ullerup · |

| KFUM Idrætscenter, Herning Dommer: Michael Tykgaard |

| 12. august 2014 18:30 |

| Lyseng (4)                                   | 4 - 1 | FC Djursland (4) |
| -------------------------------------------- | ----- | ---------------- |
| Frederik Søndergaard Hansen · Anders Videsen |       | Simon Dinesen ·  |

| Lyseng Idrætspark, Højbjerg Dommer: Aydin Uslu |

| 12. august 2014 18:30 |

| Vejlby (7) | 0 - 3 | Skovbakken (3)                                     |
| ---------- | ----- | -------------------------------------------------- |
|            |       | Sebastian Skoubo 40', 68' · Anders Daugbjerg 85' · |

| VIK's anlæg, Risskov Dommer: Morten Krogh |

| 12. august 2014 18:30 |

| Viby (4)                          | 1 - 4 | AC Horsens (2)                                                                        |
| --------------------------------- | ----- | ------------------------------------------------------------------------------------- |
| Troels Meldgaard Jensen 7' (str.) |       | Thomas Kortegaard 35' · Mathias Nielsen 55' · Nicklas Balleby 67' · Jude Nworuh 76' · |

| Viby Idrætspark, Viby J Dommer: Dennis Mogensen |

| 12. august 2014 18:30 |

| Aabyhøj (5)                            | 2 - 4 | Aarhus Fremad (4)                                                                              |
| -------------------------------------- | ----- | ---------------------------------------------------------------------------------------------- |
| Marc Lindhard Jensen · Alexander Suder |       | Andreas Damgaard Jensen · Mads Krogsgaard Winter · Mathias Mustonen Schjødt · Rasmus Breiner · |

| Aabyhøj Stadion, Aabyhøj Dommer: Michael V. Jensen |

| 12. august 2014 19:00 |

| Holstebro (4) | 0 - 1 | Kjellerup (3)         |
| ------------- | ----- | --------------------- |
|               |       | Kristoffer Lind 85' · |

| Holstebro Idrætspark, Holstebro Dommer: Henning Jensen |

| 13. august 2014 18:30 |

| Brabrand (3)                                   | 3 - 2 (e.f.s.) | FC Skanderborg (4)                           |
| ---------------------------------------------- | -------------- | -------------------------------------------- |
| Brian Johansen 11' · Mathias Aakjær 113', 115' |                | Alexander Baun 71' · Sebastian Rydahl 118' · |

| Brabrand Stadion, Brabrand Dommer: Jakob Kehlet |

| 20. august 2014 18:30 |

| Viborg (2) | 0 - 2 | AGF (2)                                      |
| ---------- | ----- | -------------------------------------------- |
|            |       | Daniel Christensen 24' · Mate Vatsadze 76' · |

| Energi Viborg Arena, Viborg Dommer: Mads-Kristoffer Kristoffersen |

### Vest, Syd/Fyn
| 12. august 2014 17:30 |

| Marstal/Rise (4) | 1 - 1 (e.f.s.) | FC Sydvest (3)  |
| ---------------- | -------------- | --------------- |
| Rune Bové        |                | Morten Hansen · |

| Marstal Stadion, Marstal Dommer: Allan Rørdahl Borgstrøm |

|  |       | Straffesparkskonkurrence |
|  | 4 - 3 |                          |

| 12. august 2014 18:30 |

| Glamsbjerg (6) | 0 - 6 | FC Sønderborg (4)                                                                                                   |
| -------------- | ----- | --- |
|                |       | Ahmed Ahmed · Jacob Bicher · Kenneth Lund · Christian M. Nielsen · Thomas Wolff Kristensen · Nicolai Okholm Friis · |

| Glamsbjerg Stadion, Glamsbjerg Dommer: Jim Jeppesen |

| 12. august 2014 18:30 |

| Harte (5) | 0 - 4 | Vejle (2)                                                                          |
| --------- | ----- | ---------------------------------------------------------------------------------- |
|           |       | Simon Nagel 5' · Denis Fazlagic 33' · Ado Hasicic 83' (sm.) · Andreas Albers 88' · |

| Harte Stadion, Kolding Dommer: Sandi Putros |

| 12. august 2014 18:30 |

| Middelfart (3)          | 1 - 1 (e.f.s.) | Marienlyst (3)      |
| ----------------------- | -------------- | ------------------- |
| Lukas Harder 64' (str.) |                | Lasse Thomsen 90' · |

| Middelfart Stadion, Middelfart Dommer: Hans-Henrik Høite Hansen |

|  |       | Straffesparkskonkurrence |
|  | 4 - 5 |                          |

| 12. august 2014 18:30 |

| Morud (5)   | 1 - 2 | Kolding Boldklub (3)                |
| ----------- | ----- | ----------------------------------- |
| Simon Blach |       | Kenneth Larsen · Nikolai Zederkof · |

| VVS Fyn Arena, Morud Dommer: Jens Madsen |

| 12. august 2014 18:30 |

| Søndersø (6) | 0 - 3 | Esbjerg IF 92 (5)                                               |
| ------------ | ----- | --------------------------------------------------------------- |
|              |       | Michael Grene Jørgensen · Carsten Birk · Mathias Strøm Madsen · |

| Søndersø Stadion, Søndersø Dommer: Hassan Dalal |

| 12. august 2014 18:30 |

| Vojens (6) | 0 - 1 | Næsby (3)                   |
| ---------- | ----- | --------------------------- |
|            |       | Rasmus Møller Thomsen 49' · |

| Skovparken, Vojens Dommer: Allan Staal |

| 13. august 2014 18:30 |

| Kolding IF (3) | 0 - 4 | FC Fredericia (2)                                                           |
| -------------- | ----- | --------------------------------------------------------------------------- |
|                |       | Anders Hostrup 7', 47' · Christian Ege Nielsen 8' · Sebastian Billund 78' · |

| Kolding Stadion, Kolding Dommer: Jørgen Daugbjerg Burchardt |

| 13. august 2014 18:30 |

| Nyborg (6) | 0 - 5 | Varde (3)                                                                             |
| ---------- | ----- | ------------------------------------------------------------------------------------- |
|            |       | Steffen Andersen 21' · Daniel Eugster 48', 85' · Rasmus Harm 76' · Haile Goitom 89' · |

| Nyborg Idrætspark, Nyborg Dommer: Peter Rasmussen |

| 13. august 2014 18:30 |

| Skalbjerg/Vissenbjerg (6) | 0 - 1 | OKS (6)             |
| ------------------------- | ----- | ------------------- |
|                           |       | Daniel Hansen 55' · |

| Vissenbjerg Stadion, Vissenbjerg Dommer: Martin Rasmussen |

| 13. august 2014 18:30 |

| Tarup/Paarup (5)                    | 2 - 4 (e.f.s.) | FC Svendborg (3)                                                           |
| ----------------------------------- | -------------- | -------------------------------------------------------------------------- |
| Anders Fønns 30' · Nicklas Foli 75' |                | Jonas Thorup 4', 111' · Kenneth Andersen 41' (str.) · Jonas Hvilsom 117' · |

| Pårupparken, Odense Dommer: Paw Johansen |

### Øst, Sjælland/Lolland/Falster
| 12. august 2014 18:30 |

| B73 Slagelse (7)   | 2 - 0 | Ringsted (4) |
| ------------------ | ----- | ------------ |
| Simon Grube Hansen |       |              |

| Stadion Vest, Slagelse Dommer: Martin Køster |

| 12. august 2014 18:30 |

| Kalundborg (4)                                    | 4 - 2 | Frem Sakskøbing (5)                        |
| ------------------------------------------------- | ----- | ------------------------------------------ |
| Martin Jensen 15', 90' · Jacob Skovgaard 65', 70' |       | Nikolaj Lohse 45' · Henrik Strømberg 50' · |

| Munkesø Stadion, Kalundborg Dommer: Thomas Dahl Strandberg |

| 13. august 2014 18:30 |

| Maribo (5) | 0 - 7 | Nykøbing FC (3)                                                                                 |
| ---------- | ----- | ----------------------------------------------------------------------------------------------- |
|            |       | Nicolai Sørup Jessen · Joachim Wagner · Joachim Pedersen · Jacob Bonde Jensen · Andreas Kulle · |

| MB's anlæg, Maribo Dommer: Kenneth Sørensen |

| 13. august 2014 19:00 |

| Nakskov (5)        | 1 - 7 | Svebølle (3) |
| ------------------ | ----- | --- |
| Flurim Berisha 66' |       | Haydar Said 37', 60' · Morten Larsen 39' · Mikkel Adamsen 50' · Andreas Marcher 69' · Cagri Erdem 74' · Mikkel Thorsøe 80' · |

| Nakskov Stadion, Nakskov Dommer: Brian Lindorf Hansen |

| 27. august 2014 19:00 |

| Næstved (3)      | 1 - 2 | HB Køge (2)                                             |
| ---------------- | ----- | ------------------------------------------------------- |
| Kasper Mertz 83' |       | Sylvester Seeger-Hansen 66' · Philip Zinckernagel 78' · |

| Næstved Stadion, Næstved Dommer: Peter Kjærsgaard-Andersen |

### Øst, Sjælland/København/Bornholm
| 2. august 2014 12:00 |

| Avedøre (3)    | 1 - 1 (e.f.s.) | NB Bornholm (4)              |
| -------------- | -------------- | ---------------------------- |
| Simon Duer 25' |                | Claudi Espersen 89' (str.) · |

| Avedøre Stadion, Hvidovre Dommer: Lars Skibild Jensen |

|  |       | Straffesparkskonkurrence |
|  | 5 - 4 |                          |

| 12. august 2014 18:30 |

| Boldklubben Rødovre (5)           | 2 - 1 | FA 2000 (4)              |
| --------------------------------- | ----- | ------------------------ |
| Mikkel 21' · Asamt El Ouargui 89' |       | Sebastian Jacobsen 42' · |

| Rødovre Stadion, Rødovre Dommer: Peter Munch Larsen |

| 12. august 2014 18:30 |

| Blovstrød (6)     | 1 - 9 | Brønshøj (2) |
| ----------------- | ----- | --- |
| Søren Tømming 17' |       | Jesper Fleckner 28' · Andreas Granskov 32', 53' · Aleksandar Lazarevic 45' · Sebastian Dalgaard 51' · Kenneth Thinter 64' · Mikkel Nøhr Christensen 72', 86' · Simon Raahave 80' · |

| Blovstrød Stadion, Allerød Dommer: Peter Kjærsgaard-Andersen |

| 12. august 2014 18:30 |

| FC Lejre (5)                                                                     | 4 - 3 | Vanløse (4)                                                            |
| -------------------------------------------------------------------------------- | ----- | ---------------------------------------------------------------------- |
| René Billing 15' · Tobias Nielsen 30' · Emil Hansen 80' · Nicolas Jojo Quarm 90' |       | Jonas Juhler 65' · David Bengtsson 70' · Sebastian Hansen 75' (str.) · |

| Osted Stadion, Lejre Dommer: Peter Feigh |

| 12. august 2014 18:30 |

| Gilleleje (8)                        | 2 - 0 | B77 Rødovre (7) |
| ------------------------------------ | ----- | --------------- |
| Peter Bøge 40' · Yutthana Sakaeo 50' |       |                 |

| Nellerupgård Stadion, Gilleleje Dommer: Anders Skjødt Petersen |

| 12. august 2014 18:30 |

| Ledøje-Smørum (4)                                                                   | 4 - 1 | Rishøj (3)         |
| ----------------------------------------------------------------------------------- | ----- | ------------------ |
| Benjamin Madsen 8' · Marc Lind 38' · Christian Steen Jensen 61' · Dennis Jensen 85' |       | Søren Bødker 53' · |

| Ledøje Idrætscenter, Smørum Dommer: Jesper Dahl |

| 12. august 2014 18:30 |

| Skovshoved (5) | 0 - 1 | Hvidovre (3)           |
| -------------- | ----- | ---------------------- |
|                |       | Jonathan Nielsen 17' · |

| Skovshoved Idrætspark, Skovshoved Dommer: Jesper Nielsen |

| 12. august 2014 18:30 |

| VB 1968 (6) | 0 - 2 | Søllerød-Vedbæk (3)   |
| ----------- | ----- | --------------------- |
|             |       | André Riel 59', 89' · |

| Værebro Stadion, Bagsværd Dommer: Yasin Seker |

| 12. august 2014 19:00 |

| SC Egedal (4)                                                      | 3 - 2 (e.f.s.) | Birkerød (4)                                   |
| ------------------------------------------------------------------ | -------------- | ---------------------------------------------- |
| Patrick Kongsted 90' · Christian Offenberg 95' · Jimmy Mayasi 112' |                | Henrik Lyngsø Olsen 30' · Kristian Lund 114' · |

| Ølstykke Stadion, Ølstykke Dommer: Lars Christoffersen |

| 13. august 2014 18:30 |

| Avarta (3) | 0 - 2 | Lyngby (2)                                           |
| ---------- | ----- | ---------------------------------------------------- |
|            |       | Patrick Mortensen 32' · Lee Rochester Sørensen 41' · |

| Espelundens Idrætsanlæg, Rødovre Dommer: Michael Johansen |

| 13. august 2014 18:30 |

| FB (5) | 0 - 3 | Greve (4)                                                     |
| ------ | ----- | ------------------------------------------------------------- |
|        |       | Christian Larsson 8' · Jonas Skov 23' · Sebastian Frank 80' · |

| Frederiksberg Idrætspark, Frederiksberg Dommer: Anders Poulsen |

| 13. august 2014 18:30 |

| FC Helsingør (3) | 0 - 3 | Fremad Amager (3)                                       |
| ---------------- | ----- | ------------------------------------------------------- |
|                  |       | Yasin Khayat 52' · Sebastian Krogdahl 67', 90' (str.) · |

| Helsingør Stadion, Helsingør Dommer: Lars Skibild Jensen |

| 13. august 2014 18:30 |

| Hellas (6) | 0 - 8 | FC Roskilde (2) |
| ---------- | ----- | --- |
|            |       | Pierre Larsen 14', 31', 53' · Mathias Cordua 34' · Bajram Fetai 38', 61' · Mark Leth Pedersen 63' · Simon Richter 66' · |

| Engdraget, Valby Dommer: Casper Thorsøe Jr. |

| 13. august 2014 18:30 |

| Herlev (3)                                                                                              | 5 - 4 | GVI (3)                                                                         |
| --- | ----- | ------------------------------------------------------------------------------- |
| Nicky Wollesen 31' · Nicholas Sobieski Hansen 45', 52' · Nicolai Nielsen 88' · Anders Syberg 90' (str.) |       | Jabar Shaza 3' · Frederik Taasby 35' · Lasse Qvist 61' · Casper Offenberg 64' · |

| Herlev Stadion, Herlev Dommer: Jonas Hansen |

| 13. august 2014 18:30 |

| HIK (3)                                           | 2 - 1 | Frem (3)                       |
| ------------------------------------------------- | ----- | ------------------------------ |
| Frederik Trier 43' · José De La Puente Garcia 52' |       | Christian Stein Stokholm 12' · |

| Gentofte Sportspark, Gentofte Dommer: Benjamin Willaume-Jantzen |

| 13. august 2014 18:30 |

| Jægersborg (4) | 0 - 3 | B93 (3)                                     |
| -------------- | ----- | ------------------------------------------- |
|                |       | Bjørn Zabell 26' · Omar Roshanie 55', 77' · |

| Jægersborg Stadion, Gentofte Dommer: Benjamin Leander |

| 13. august 2014 18:30 |

| Taastrup FC (4) | 0 - 8 | AB (2) |
| --------------- | ----- | --- |
|                 |       | Linus R. Olsson 8', 59' · Jonas Henriksen 12' · Younes Namli 14' · Bjarke Jacobsen 27' · Kristian Uth 30' · Simon Bræmer 83', 87' · |

| Taastrup Idrætspark, Taastrup Dommer: Kasper Madsen |

| 13. august 2014 19:00 |

| Holbæk (3)    | 1 - 1 (e.f.s.) | B1908 (3)             |
| ------------- | -------------- | --------------------- |
| Fead Rama 24' |                | Kristian Larsen 75' · |

| Holbæk Stadion, Holbæk Dommer: Benjamin Helm Svedborg |

|  |       | Straffesparkskonkurrence |
|  | 4 - 5 |                          |

| 19. august 2014 18:30 |

| FC Randoms (8) | 0 - 10 | AB Tårnby (4)                                                                                           |
| -------------- | ------ | --- |
|                |        | Benjamin Warlo · Jonathan Nielsen · Mikail Anli · Ricky Gotland Jensen · Casper Jensen · John Gadella · |

| Valby IP tribunen, Valby Dommer: Jakob A. Sundberg |

## Anden runde
I 2. runde træder nummer 5-10 fra Superligaen 2013-14 og nummer 1 og 2 fra Nordicbet Ligaen 2013-14 ind i DBU Pokalen og sammen med de 48 vindere fra 1. runde vil der være 56 hold.
Holdene deles op i 2 lige store puljer, hhv. Øst og Vest, da der var flere Vest-hold end Øst-hold, blev OB og Næsby rykket over i Øst-puljen Lodtrækningen tilrettelægges således, at klubberne i Superligaen ikke kan møde hinanden, samt så vidt muligt således, at klubberne udenfor Herre-DM ikke kan møde hinanden.
Lodtrækningen fandt sted torsdag d. 14. august 2014.

### Vest
| 16. september 2014 16:30 |

| Marstal/Rise (4) | 0 - 3 | Jammerbugt FC (3)                                                     |
| ---------------- | ----- | --------------------------------------------------------------------- |
|                  |       | Thomas Justesen 54' · Søren Lynge Svendsen 59' · Patrick Ehlers 90' · |

| Marstal Stadion, Marstal Dommer: Hans-Henrik Høite Hansen |

| 23. september 2014 16:30 |

| Brabrand (3)       | 1 - 2 | AC Horsens (2)                              |
| ------------------ | ----- | ------------------------------------------- |
| Brian Johansen 89' |       | Martin Lund 51' · Kjartan Finnbogason 63' · |

| Brabrand Stadion, Brabrand Dommer: Henrik Overgaard |

| 23. september 2014 16:30 |

| FC Svendborg (3)      | 1 - 0 (e.f.s.) | Kjellerup (3) |
| --------------------- | -------------- | ------------- |
| Sandro Spasojevic 91' |                |               |

| Høje Bøge Stadion, Svendborg Dommer: Paw Johansen |

| 23. september 2014 16:30 |

| FC Sønderborg (4) | 0 - 7 | Silkeborg (2)                                                                                     |
| ----------------- | ----- | ------------------------------------------------------------------------------------------------- |
|                   |       | Jeppe Illum 19', 45', 51' · Emil Scheel 36' · Nicolaj Agger 63', 85' · Morten Beck Andersen 82' · |

| Alsie Express Park, Sønderborg Dommer: Jakob Kehlet |

| 23. september 2014 16:30 |

| Kolding Boldklub (3) | 1 - 7 | Randers FC (1) |
| -------------------- | ----- | --- |
| Christian Roost 7'   |       | Mikael Ishak 18', 32' · Jeppe Tverskov 49' · Viktor Lundberg 61' · Edgar Babayan 69' · Jonas Kamper 83' · Kasper Junker 85' · |

| Mosevej Sportsplads, Kolding Dommer: Morten Krogh |

| 23. september 2014 16:30 |

| Lindholm (4) | 0 - 1 | Esbjerg (1)        |
| ------------ | ----- | ------------------ |
|              |       | Ryan Laursen 80' · |

| Lindholm Høje Stadion, Nørresundby Dommer: Michael Tykgaard |

| 23. september 2014 16:30 |

| OKS (6)          | 1 - 2 | Skovbakken (3)                 |
| ---------------- | ----- | ------------------------------ |
| Kambiz Jamal 35' |       | Nicolai Christensen 70', 85' · |

| OKSon Park, Odense Dommer: Allan Rørdahl Borgstrøm |

| 23. september 2014 19:00 |

| AGF (2)             | 2 - 1 (e.f.s.) | Hobro (1)                      |
| ------------------- | -------------- | ------------------------------ |
| Kim Aabech 86', 99' |                | Mathias Bersang Sørensen 53' · |

| NRGi Park, Aarhus Dommer: Jens Maae |

| 24. september 2014 16:30 |

| Esbjerg IF 92 (5) | 0 - 3 | SønderjyskE (1)                               |
| ----------------- | ----- | --------------------------------------------- |
|                   |       | Bojan Golubovic 2' · Marvin Pourié 55', 83' · |

| Skibhøj Anlæg, Esbjerg Dommer: Jørgen Daugbjerg Burchardt |

| 24. september 2014 16:30 |

| Lyseng (4)  | 1 - 2 (e.f.s.) | Odder (3)          |
| ----------- | -------------- | ------------------ |
| Ikke oplyst |                | Nicolai Johansen · |

| Lyseng Idrætspark, Højbjerg Dommer: Aydin Uslu |

| 24. september 2014 16:30 |

| Varde (3)                                                 | 3 - 2 | Ringkøbing (3)                                  |
| --------------------------------------------------------- | ----- | ----------------------------------------------- |
| Kasper Køhlert 4' · Haile Goitom 31' · Daniel Eugster 85' |       | Henrik Juelsgaard 11' · Andreas Killerich 39' · |

| Sydbank Stadion, Varde Dommer: Jens Madsen |

| 24. september 2014 16:30 |

| Aarhus Fremad (4)                               | 2 - 1 | FC Fredericia (2)       |
| ----------------------------------------------- | ----- | ----------------------- |
| Mathias Schjødt 19' · Rasmus Brejner 87' (str.) |       | Sebastien Ibeagha 81' · |

| Riisvangen Stadion, Aarhus Dommer: Henning Jensen |

| 30. september 2014 16:15 |

| Marienlyst (3)    | 1 - 2 | Skive (2)                                  |
| ----------------- | ----- | ------------------------------------------ |
| Mads Aasgaard 48' |       | Emil Zetterquist 83' · Mikkel Cramer 85' · |

| Marienlystcentret, Odense Dommer: Morten Krogh |

| 30. september 2014 16:15 |

| Vejgaard (5)         | 1 - 2 | Vejle (2)                                    |
| -------------------- | ----- | -------------------------------------------- |
| Frederik Poulsen 44' |       | Christian Sivebæk 56' · Andreas Albers 60' · |

| Soffy Road, Vejgaard Dommer: Michael V. Jensen |

### Øst
| 27. august 2014 17:30 |

| Svebølle (3)      | 1 - 5 | FC Vestsjælland (1) |
| ----------------- | ----- | --- |
| Saban Özdogan 73' |       | Henrik Madsen 28' · Dennis Sørensen 53' · Marc Rochester Sørensen 57' · Danni König 67' · Rasmus Festersen 70' (str.) · |

| Svebølle Stadion, Svebølle Dommer: Benjamin Helm Svedborg |

| 10. september 2014 17:00 |

| Ledøje-Smørum (4) | 0 - 1 | Fremad Amager (3)        |
| ----------------- | ----- | ------------------------ |
|                   |       | Sebastian Krogdahl 22' · |

| Ledøje Idrætscenter, Smørum Dommer: Casper Thorsøe Jr. |

| 10. september 2014 19:00 |

| Hvidovre (3)           | 1 - 2 (e.f.s.) | FC Roskilde (2)                               |
| ---------------------- | -------------- | --------------------------------------------- |
| Kristoffer Wichmann 8' |                | Robert Larsen 68' · Lars Brøgger Hansen 92' · |

| Kæmpernes Arena, Hvidovre Dommer: Benjamin Leander |

| 23. september 2014 16:30 |

| B73 Slagelse (7) | 0 - 1 | B1908 (3)         |
| ---------------- | ----- | ----------------- |
|                  |       | Chris Storm 70' · |

| Stadion Vest, Slagelse Dommer: Martin Køster |

| 23. september 2014 16:30 |

| FC Lejre (5) | 0 - 6 | Søllerød-Vedbæk (3)                                                                |
| ------------ | ----- | ---------------------------------------------------------------------------------- |
|              |       | André Riel 20', 71', 90', 90' · Morten Schmidt 22' · Magnus Rasmussen 58' (str.) · |

| Osted Stadion, Lejre Dommer: Peter Feigh |

| 23. september 2014 16:30 |

| Gilleleje (8)      | 1 - 5 | HIK (3)                                                                   |
| ------------------ | ----- | ------------------------------------------------------------------------- |
| Jonas Rohrberg 31' |       | Nick Christensen 37', 89' · Kim Christensen 48' · Andreas Smed 84', 90' · |

| Nellerupgård Stadion, Gilleleje Dommer: Thomas Dahl Strandberg |

| 23. september 2014 16:30 |

| Greve (4) | 2 - 1 | Nykøbing FC (3) |
| --------- | ----- | --------------- |
|           |       |                 |

| Greve Stadion, Greve Strand Dommer: Jakob A. Sundberg |

| 23. september 2014 16:30 |

| Herlev (3) | 0 - 2 | B93 (3)                                    |
| ---------- | ----- | ------------------------------------------ |
|            |       | Nico Jørgensen 78' · Jack Castelijns 88' · |

| Herlev Stadion, Herlev Dommer: Yasin Seker |

| 23. september 2014 16:30 |

| Boldklubben Rødovre (5)                    | 2 - 1 | Avedøre (3)           |
| ------------------------------------------ | ----- | --------------------- |
| Nicklas Raaberg 32' · Asmat El Ouargui 75' |       | Jesper Fosgaard 64' · |

| Rødovre Stadion, Rødovre Dommer: Jonas Hansen |

| 24. september 2014 16:30 |

| Kalundborg (4) | 0 - 10 | Lyngby (2) |
| -------------- | ------ | --- |
|                |        | Frederik Gytkjær 12' (str.), 14', 18', 29', 60', 70' · Kristian Lindberg 28', 47', 74' · Patrick Mortensen 86' · |

| Munkesø Stadion, Kalundborg Dommer: Jesper Nielsen |

| 24. september 2014 16:30 |

| Næsby (3) | 0 - 3 | HB Køge (2)                               |
| --------- | ----- | ----------------------------------------- |
|           |       | Brandao 16', 74' · Oliver Jørgensen 90' · |

| Næsby Stadion, Næsby Dommer: Chris Johansen |

| 24. september 2014 18:00 |

| Brønshøj (2)                | 1 - 0 | OB (1) |
| --------------------------- | ----- | ------ |
| Mikkel Nøhr Christensen 46' |       |        |

| Tingbjerg Idrætspark, Brønshøj Dommer: Lars Christoffersen |

| 24. september 2014 18:30 |

| SC Egedal (4)           | 1 - 1 (e.f.s.) | FC Nordsjælland (1)     |
| ----------------------- | -------------- | ----------------------- |
| Christian Offenberg 85' |                | Morten Nordstrand 82' · |

| Ølstykke Stadion, Ølstykke Dommer: Peter Kjærsgaard-Andersen |

|  |       | Straffesparkskonkurrence |
|  | 4 - 3 |                          |

| 24. september 2014 19:00 |

| AB Tårnby (4)    | 1 - 3 | AB (2)                                                                 |
| ---------------- | ----- | ---------------------------------------------------------------------- |
| Søren Weibel 75' |       | Linus R. Olsson 43' (str.) · Nichlas Rohde 74' · Rasmus Arildsen 75' · |

| Tårnby Stadion, Tårnby Dommer: Kasper Madsen |

## Tredje runde
I 3. runde træder nummer 1-4 fra Superligaen 2013-14 ind i DBU Pokalen og sammen med de 28 vindere fra 2. runde vil der være 32 hold.
Lodtrækningen tilrettelægges således, at klubberne i Superligaen ikke kan møde hinanden, samt så vidt muligt således, at klubberne udenfor Herre-DM ikke kan møde hinanden.
Lodtrækningen fandt sted fredag d. 26. september 2014.
| 28. oktober 2014 14:00 |

| Jammerbugt FC (3) | 0 - 2 | Brønshøj (2)                                 |
| ----------------- | ----- | -------------------------------------------- |
|                   |       | Oke Akpoveta 67' · Mikkel Møller 76' (sm.) · |

| Sparekassen Vendsyssel Arena, Pandrup Dommer: Henning Jensen |

| 28. oktober 2014 14:00 |

| Søllerød-Vedbæk (3) | 0 - 3 | Skive (2)                                                          |
| ------------------- | ----- | ------------------------------------------------------------------ |
|                     |       | Edafe Egbedi 28' · Anders Vestergaard 32' · Mikkel Jespersen 51' · |

| Rundforbi Stadion, Nærum Dommer: Kasper Madsen |

| 28. oktober 2014 18:00 |

| Boldklubben Rødovre (5) | 0 - 4 | Silkeborg (1)                                                                          |
| ----------------------- | ----- | -------------------------------------------------------------------------------------- |
|                         |       | Robert Skov 37' · Jeppe Illum 51' (str.) · Nicolaj Agger 62' · Frans Dhia Putros 88' · |

| Frederiksberg Idrætspark, Frederiksberg Dommer: Lars Christoffersen |

| 28. oktober 2014 18:00 |

| Aarhus Fremad (4)       | 1 - 5 | FC Midtjylland (1)                                                            |
| ----------------------- | ----- | ----------------------------------------------------------------------------- |
| Michael G. Pedersen 89' |       | Paul Onuachu 35', 56' · Marcos Urena 43' · Tim Sparv 53' · Marco Larsen 64' · |

| MCH Arena, Herning Dommer: Jakob Kehlet |

| 28. oktober 2014 20:30 |

| AGF (2)          | 1 - 1 (e.f.s.) | SønderjyskE (1)        |
| ---------------- | -------------- | ---------------------- |
| Arthur Sorin 22' |                | Johan Absalonsen 90' · |

| NRGi Park, Aarhus Dommer: Mads-Kristoffer Kristoffersen |

|  |       | Straffesparkskonkurrence |
|  | 4 - 5 |                          |

| 29. oktober 2014 14:00 |

| FC Svendborg (3)                                        | 2 - 3 | FC Vestsjælland (1)                                                          |
| ------------------------------------------------------- | ----- | ---------------------------------------------------------------------------- |
| Jonas Svaneberg Hansen 81' · Jonas Svaneberg Hansen 90' |       | Marc Rochester Sørensen 3' · Marc Rochester Sørensen 45' · Danni König 62' · |

| Høje Bøge Stadion, Svendborg Dommer: Jørgen Daugbjerg Burchardt |

| 29. oktober 2014 14:00 |

| Greve (4)              | 1 - 0 | B93 (3) |
| ---------------------- | ----- | ------- |
| Martin Søndergaard 60' |       |         |

| Greve Stadion, Greve Strand Dommer: Jonas Hansen |

| 29. oktober 2014 14:00 |

| Skovbakken (3)                                          | 4 - 2 | B1908 (3)                                              |
| ------------------------------------------------------- | ----- | ------------------------------------------------------ |
| Jakob Rittig 63', 88', 90' · Niclas Høgh Kristensen 71' |       | Brian Hasserris 76' · Thomas Christiansen 90' (str.) · |

| Vejlby Stadion, Aarhus Dommer: Sandi Putros |

| 29. oktober 2014 18:00 |

| AC Horsens (2) | 0 - 7 | Esbjerg (1) |
| -------------- | ----- | --- |
|                |       | Jeppe Andersen 17' · Jakob Ankersen 22', 67' · Daniel Stenderup 67' · Martin Pusic 71', 79' · Mikkel Vestergaard 78' · |

| CASA Arena, Horsens Dommer: Jens Maae |

| 29. oktober 2014 18:00 |

| HIK (3)                    | 1 - 5 | Odder (3)                                                                                          |
| -------------------------- | ----- | -------------------------------------------------------------------------------------------------- |
| Thomas Asmussen 72' (str.) |       | Nicolai Johansen 8' · Nikolaj Nielsen 45', 55' · Eddie Puskarich 75' · Simon Skibsted 78' (str.) · |

| Gentofte Stadion, Hellerup Dommer: Peter Kjærsgaard-Andersen |

| 29. oktober 2014 18:30 |

| HB Køge (2)                            | 2 - 1 | AB (2)                 |
| -------------------------------------- | ----- | ---------------------- |
| Philip Zinckernagel 23' · Bruninho 86' |       | Kenan Hajdarevic 87' · |

| SEAS-NVE Park, Herfølge Dommer: Benjamin Willaume-Jantzen |

| 29. oktober 2014 19:00 |

| Lyngby (2) | 0 - 2 | Randers FC (1)                                  |
| ---------- | ----- | ----------------------------------------------- |
|            |       | Jeppe Tverskov 65' · Nicolai Brock-Madsen 70' · |

| Lyngby Stadion, Lyngby Dommer: Benjamin Helm Svedborg |

| 29. oktober 2014 19:00 |

| SC Egedal (4)                        | 2 - 3 | Varde (3)                                                   |
| ------------------------------------ | ----- | ----------------------------------------------------------- |
| Søren Rasmussen 8' · Rasmus Suhr 38' |       | Kasper Køhlert 55' · Rasmus Harm 75' · Daniel Eugster 90' · |

| Ølstykke Stadion, Ølstykke Dommer: Jakob A. Sundberg |

| 29. oktober 2014 20:30 |

| Fremad Amager (3)         | 1 - 3 | Brøndby (1)                                                                   |
| ------------------------- | ----- | ----------------------------------------------------------------------------- |
| Sebastian S. Krogdahl 88' |       | Teemu Pukki 20' · Martin Ørnskov 25' (str.) · Holmbert Aron Fridjonsson 73' · |

| Sundby Idrætspark, København Dommer: Kenn Hansen |

| 30. oktober 2014 18:00 |

| Vejle (2) | 0 - 1 (e.f.s.) | AaB (1)                     |
| --------- | -------------- | --------------------------- |
|           |                | Thomas Augustinussen 100' · |

| Vejle Stadion, Vejle Dommer: Dennis Mogensen |

| 30. oktober 2014 20.30 |

| FC Roskilde (2)              | 2 - 3 | FC København (1)                                                 |
| ---------------------------- | ----- | ---------------------------------------------------------------- |
| Bajram Fetai 71' (str.), 82' |       | Steve de Ridder 8' · Andreas Cornelis 10' · Danny Amankwaa 13' · |

| Roskilde Idrætspark, Roskilde Dommer: Anders Poulsen |

## Fjerde runde
Lodtrækningen fandt sted fredag d. 31. oktober kl. 12.00.
| 16. november 2014 15:00 |

| HB Køge (2) | 0 - 3 | FC Vestsjælland (1)                                                 |
| ----------- | ----- | ------------------------------------------------------------------- |
|             |       | Michael Christensen 6' · Jean-Claude Bozga 29' · Peter Nymann 81' · |

| SEAS-NVE Park, Herfølge Dommer: Peter Kjærsgaard-Andersen |

| 19. november 2014 16:15 |

| Odder (3)                                | 2 - 4 | AaB (1)                                                                                          |
| ---------------------------------------- | ----- | ------------------------------------------------------------------------------------------------ |
| Nicolaj Johansen 1' · Tobias Rocatis 21' |       | Thomas Augustinussen 5' · Nicklas Helenius 12' · Henrik Dalsgaard 53' · Anders K. Jacobsen 74' · |

| Nordjyske Arena, Aalborg Dommer: Jens Maae |

| 26. november 2014 18:00 |

| Randers FC (1)       | 1 - 0 (e.f.s.) | Silkeborg (1) |
| -------------------- | -------------- | ------------- |
| Viktor Lundberg 110' |                |               |

| AutoC Park Randers, Randers Dommer: Jakob Kehlet |

| 29. november 2014 13:00 |

| Brønshøj (2)         | 1 - 0 | Skive (2) |
| -------------------- | ----- | --------- |
| Andreas Granskov 65' |       |           |

| Tingbjerg Idrætspark, Brønshøj Dommer: Jesper Nielsen |

| 1. december 2014 19:00 |

| Varde (3) | 0 - 3 | SønderjyskE (1)                                                    |
| --------- | ----- | ------------------------------------------------------------------ |
|           |       | Marvin Pourié 11' (str.) · Erik Marxen 34' · Bojan Golubovic 81' · |

| Sydbank Park, Haderslev Dommer: Jens Maae |

| 3. december 2014 18:00 |

| Skovbakken (3)       | 1 - 2 (e.f.s.) | Brøndby (1)                                   |
| -------------------- | -------------- | --------------------------------------------- |
| Henrik Brodersen 62' |                | Christian Nørgaard 11' · Lebogang Phiri 98' · |

| Brøndby Stadion, Brøndby Dommer: Anders Poulsen |

| 4. december 2014 18:00 |

| Greve (4) | 0 - 3 | FC København (1)                                              |
| --------- | ----- | ------------------------------------------------------------- |
|           |       | Youssef Toutouh 45' · Thomas Delaney 67' · Yones Felfel 90' · |

| Greve Stadion, Greve Strand Dommer: Lars Christoffersen |

| 4. december 2014 20:30 |

| Esbjerg (1)                                                              | 3 - 0 | FC Midtjylland (1) |
| ------------------------------------------------------------------------ | ----- | ------------------ |
| Jakob Ankersen 14' (str.) · Tim Sparv 35' (sm.) · Mikkel Vestergaard 75' |       |                    |

| Blue Water Arena, Esbjerg Dommer: Dennis Mogensen |

## Kvartfinaler
| 4. marts 2015 18:00 |

| SønderjyskE (1)                                                    | 4 - 2 (e.f.s.) | Brøndby (1)                            |
| ------------------------------------------------------------------ | -------------- | -------------------------------------- |
| Marvin Pourié 3', 109' · Silas Songani 65' · Johan Absalonsen 107' |                | Johan Elmander 24' · Teemu Pukki 33' · |

| Sydbank Park, Haderslev Dommer: Mads-Kristoffer Kristoffersen |

| 4. marts 2015 19:00 |

| Brønshøj (2)     | 1 - 2 | FC Vestsjælland (1)                         |
| ---------------- | ----- | ------------------------------------------- |
| Oke Akpoveta 28' |       | Apostolos Vellios 9' · Marc Dal Hende 13' · |

| Tingbjerg Idrætspark, Brønshøj Dommer: Michael Johansen |

| 5. marts 2015 18:00 |

| F.C. København (1) | 0 - 0 (e.f.s.) | Randers FC (1) |
| ------------------ | -------------- | -------------- |
|                    |                |                |

| Parken, København Dommer: Anders Poulsen |

|  |       | Straffesparkskonkurrence |
|  | 5 - 4 |                          |

| 5. marts 2015 20:30 |

| Esbjerg FB (1)                                         | 4 - 2 | AaB (1)                                        |
| ------------------------------------------------------ | ----- | ---------------------------------------------- |
| Emil Lyng 51' · Kevin Mensah 67', 72' · Lasse Rise 88' |       | Nicklas Helenius 37' · Thomas Enevoldsen 41' · |

| Blue Water Arena, Esbjerg Dommer: Jakob Kehlet |

## Semifinaler
Lodtrækningen fandt sted torsdag d. 5. marts 2015

### Første kamp
| 15. april 2015 18:00 |

| FC Vestsjælland (1)                        | 2 - 0 | SønderjyskE (1) |
| ------------------------------------------ | ----- | --------------- |
| Eggert Jónsson 70' · Apostolos Vellios 85' |       |                 |

| Harboe Arena, Slagelse Dommer: Anders Poulsen |

| 16. april 2015 18:15 |

| FC København (1)    | 1 - 1 | Esbjerg (1)          |
| ------------------- | ----- | -------------------- |
| Youssef Toutouh 11' |       | Mick van Buren 68' · |

| Telia Parken, København Dommer: Jens Maae |

### Anden kamp
| 29. april 2015 18:00 |

| SønderjyskE (1)     | 1 - 0 1 - 2 sammenlagt | FC Vestsjælland (1) |
| ------------------- | ---------------------- | ------------------- |
| Johan Absalonsen 5' |                        |                     |

| Sydbank Park, Haderslev Dommer: Jakob Kehlet |

| 30. april 2015 19:30 |

| Esbjerg (1) | 0 - 1 1 - 2 sammenlagt | FC København (1)          |
| ----------- | ---------------------- | ------------------------- |
|             |                        | Ludwig Augustinsson 79' · |

| Blue Water Arena, Esbjerg Dommer: Kenn Hansen |

## Finale
| 14. maj 2015 16:00 |

| FC Vestsjælland                             | 2 - 3 (e.f.s.) | FC København                                                   |
| ------------------------------------------- | -------------- | -------------------------------------------------------------- |
| Apostolos Vellios 31' · Dennis Sørensen 88' |                | Per Nilsson 46' · Björn Sigurdarson 54' · Brandur Olsen 102' · |

| Parken, København Dommer: Michael Tykgaard |